# ایرنچی
ایرنچی یکی از روستاهای استان آذربایجان شرقی است که در دهستان شورکات جنوبی بخش ایلخچی شهرستان اسکو واقع شده‌است.این روستا ۷ نفر جمعیت دارد.